# ムイカスノーリゾート

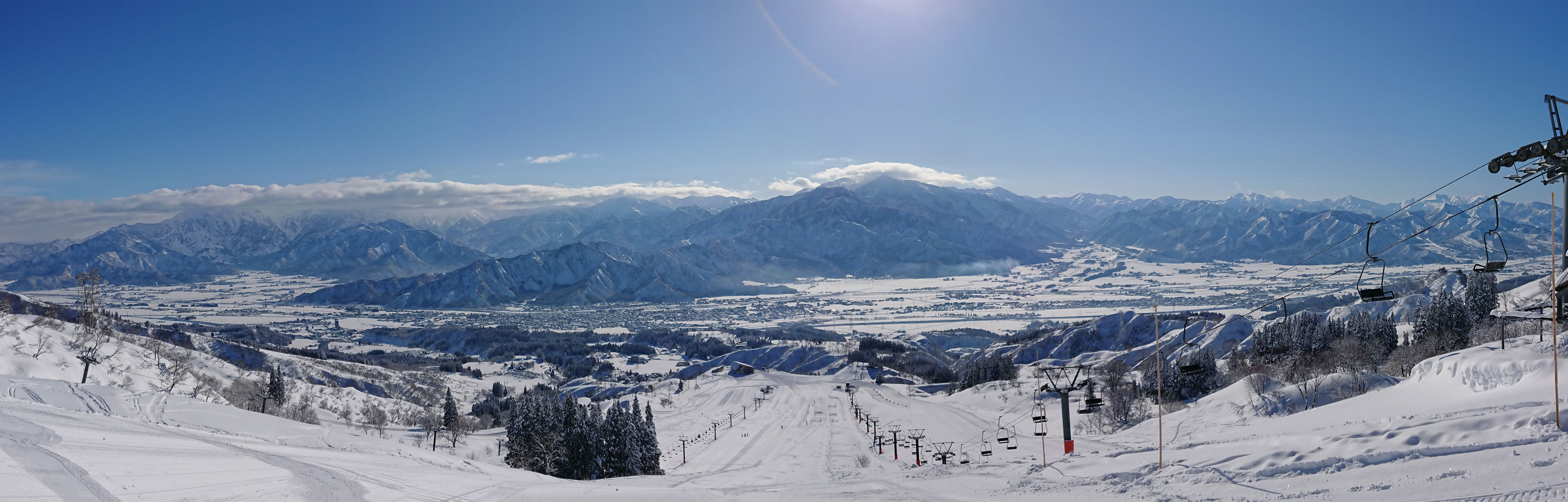
ファルコンコース上から

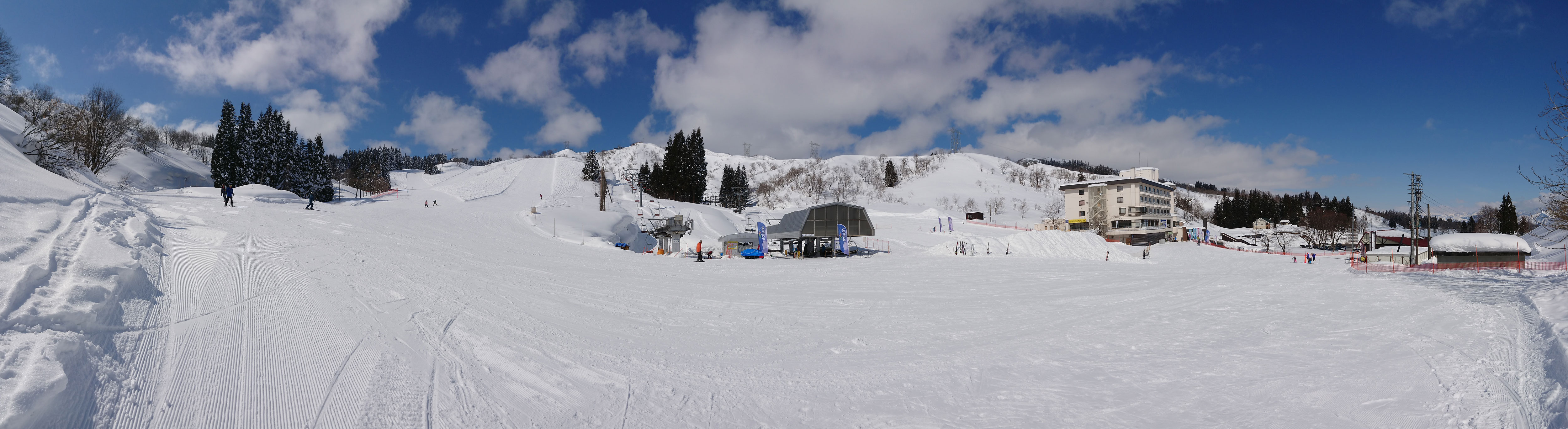
ベース部のパノラマ写真(カナリア,ロビン,シーガル,第1ペア,第1クワッド,キッズパーク,むいか温泉ホテル,駐車場,山麓ロッジ)

ムイカスノーリゾートは、新潟県南魚沼市にあるスキー場である。
運営会社は株式会社六日町リゾート。全国でスマイルホテルなどを運営するホスピタリティパートナーズグループの傘下で、スマイルリゾートグループとなっている。
経営が変わったことに伴い、名称は六日町ミナミスキー場→六日町スキーリゾート→ムイカスノーリゾートと変遷しており、スキーセンター機能を持たせた併設ホテルの名称も上越スター高原ホテル→上越六日町高原ホテル→むいか温泉ホテルと変遷している。

## 概要
- 山頂にエフエム雪国などの電波塔のある「桝形山」（748.5m）から広がるゲレンデで、巻機山・金城山・八海山などの眺望が良く関越自動車道六日町インターチェンジから約3kmと交通アクセスにも恵まれている。
- 山頂第6ペアリフトは運転休止状態であるが、山頂部のコースを要ハイクアップのオフピステフィールドとして滑走可能としている(ハイクアップ用の圧雪ゾーンが用意されている)。
- 1999年(平成11年)から毎年8月16日に、南魚沼市が上杉景勝生誕の地であることにちなみ市民が実行委員会を組織し本スキー場内で「毘」の巨大文字を点火する『大毘沙門送り火大祭』が開催されていた[2]が、2011年(平成23年)7月の豪雨災害のため中止されて以後開催されていない。

## コース
| コース名                 | コース長 | 最大斜度 | 平均斜度 | レベル           | エリア・概要 |
| ------------------------ | -------- | -------- | -------- | ---------------- | --- |
| ダイナミック             | 280m     | 33度     | 20度     | 上級(非圧雪)     | 山頂部・要ハイクアップ |
| イーグル                 | 641m     | 33度     | 16度     | 上級(非圧雪)     | 山頂部・要ハイクアップ |
| コンドル                 | 435m     | 24度     | 17度     | 上級(非圧雪)     | 中腹部 第3ペアリフトで滑走可能な非圧雪コース                                                                                                  |
| ファルコン               | 781m     | 23度     | 13度     | 中級             | 中腹部 第3ペアリフトを降りて右 |
| スワロー                 | 781m     | 23度     | 13度     | 中級             | 中腹部 第3ペアリフトを降りて左 |
| ブルーバード             | 538m     | 16度     | 8度      | 初級             | 中腹部 第2ペアリフト沿い、ファルコン下部を含めると公称最大幅200mの広々とした斜面で、学校団体練習によく利用されている                          |
| シーガル                 | 900m     | 20度     | 11度     | 中級             | 下部 |
| ストーク                 | 250m     | 23度     | 19度     | 中級             | 下部 |
| ロビン                   | 948m     | 19度     | 11度     | 中級             | 下部 |
| アイビス                 | 1,100m   | 18度     | 9度      | 初級             | 下部 |
| カナリア                 | 1,633m   | 12度     | 6度      | 初級             | 下山迂回 |
| スマイルキッズパーク     | 154m     | 9度      | 8度      | 子供、初心者向け | スノーエスカレータ・そり遊びエリア/スキー・スノーボードエリア                                                                                 |
| 管理区域外申請山岳コース | -        | -        | -        | 上級(非圧雪)     | 2018-2019シーズンより設定。管理区域外のためパトロールは無い。十分な積雪がある場合のみ、申請・署名・デポジット払い込み・腕章着用の上で滑走可能 |

その他コースサイド各所に、主に初級向けのモーグルコース・パーク・クロスコース・ウェーブ・ショートポールが常設されている(積雪状況による)。

## 施設

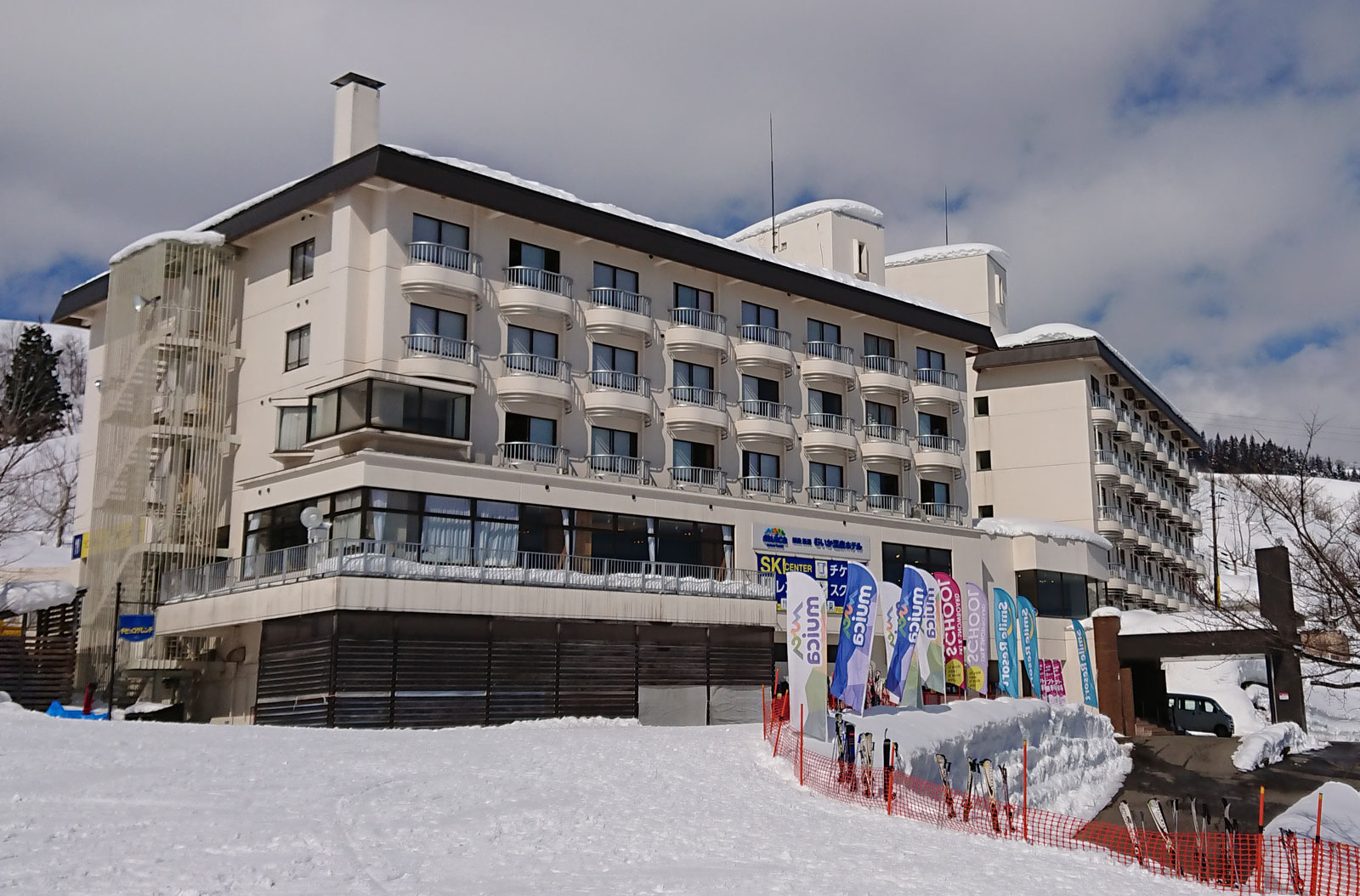
むいか温泉ホテル 2018年

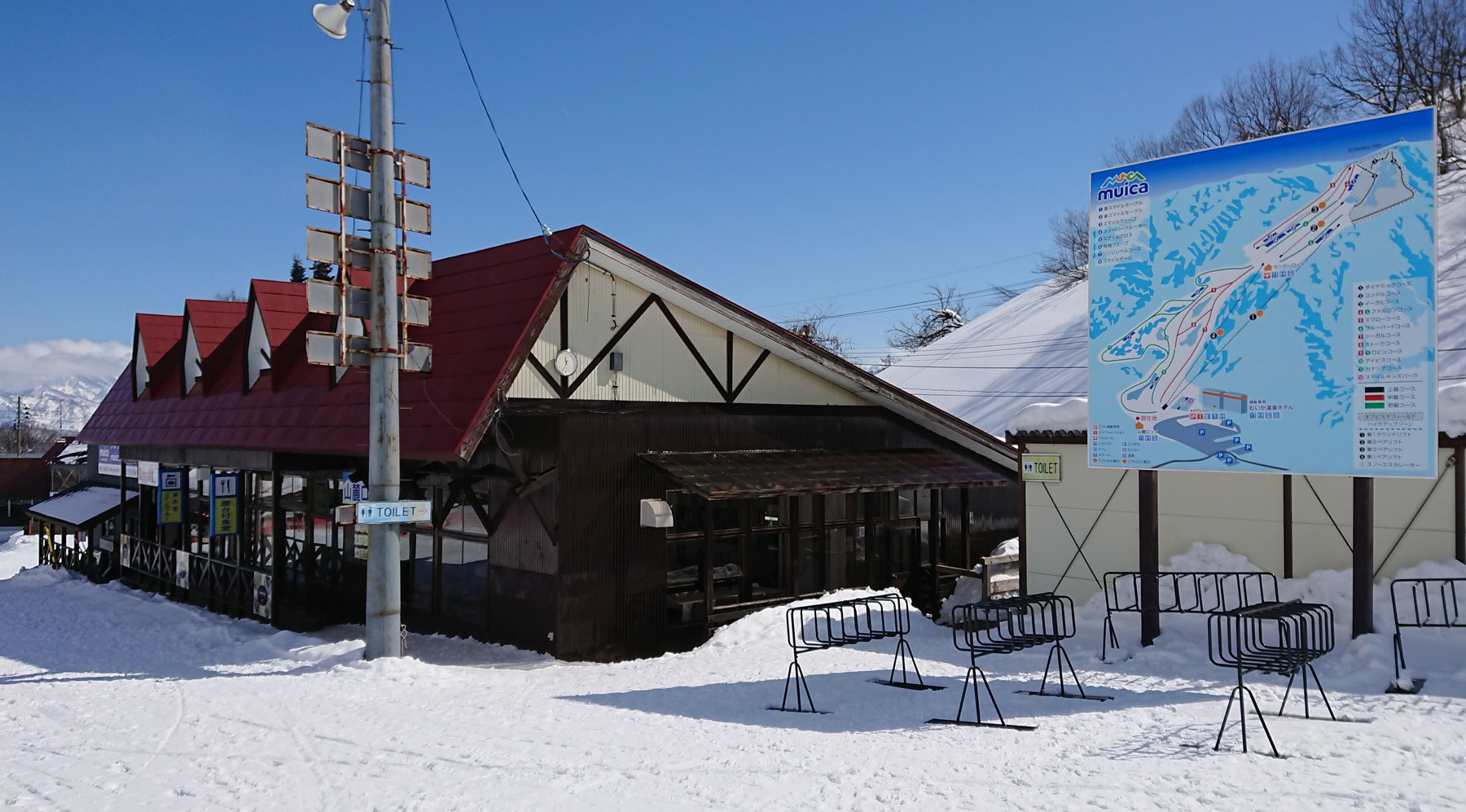
山麓ロッジ 2018年

- 第1クワッドリフト 1,066m 約6分10秒
- 第1ペアリフト 701m (通常運休、混雑状況により随時運行)
- 第2ペアリフト 469m 約6分
- 第3ペアリフト 704m 約7分25秒
- 第6ペアリフト 532m (山頂部 2011-2012シーズンから運転休止)
- スキーセンター（むいか温泉ホテル内1・2F）
  - 1F：リフト券販売所・レンタル・スノーギアショップ・スキースクール受付・クローク
  - 2F：レストランプラネット・温泉大浴場『天河』・スーベニアショップ・ホテルフロント・更衣室
- 山麓ロッジ（平日無料休憩所/休日屋台村食堂及びサンポカフェ(韓国料理、クレープ等)）
- センターロッジ（2F 平日無料休憩所/休日展望レストラン及びジェラート:ヤミー・1F パトロール室）
- 駐車場（500台・全日無料）

## アクセス
- 鉄道

上越新幹線越後湯沢駅から上越線・北越急行ほくほく線で六日町駅下車、無料シャトルバスで約15分。
- 自動車

関越自動車道六日町インターチェンジより国道253号で約5分。

## 沿革
- 六日町温泉は1957年(昭和32年)開湯の、比較的新興の温泉地である。1962年(昭和37年)のスキー場ガイド本「全国スキー・ゲレンデ案内」には「六日町温泉スキー場」が紹介されている。現在のメインゲレンデの部分は「枡形スロープ」と呼ばれリフトは無く山スキーエリア、「中将スロープ」と呼ばれるゲレンデ[注 1]にはリフト(450m)1基、ロープトゥ1基(150m)があった[3]。
- 1968年(昭和43年) - 1968-1969シーズンから上信越観光開発株式会社により「上越MS国際スキー場」という名称で開業し、翌シーズンから「枡形山(M・S)スキー場」という名称で営業していた模様[注 2]。
- 1973年(昭和48年) - 1973-1974シーズンから、ミナミ観光株式会社の経営となり、六日町ミナミスキー場となった模様[注 3]。
- 1978年(昭和53年) - 1978-1979シーズンから、山頂部第6シングルリフトが新設[10]。
- 1983年(昭和58年) - 上越スター高原ホテル開業。
- 1984年(昭和59年) - 1984-1985シーズンから、第6シングルリフトにほぼ並行して第6ペアリフトを新設[10]。
- 1987年(昭和62年) - 1987-1988シーズンから、第1シングルリフトAB線に替えて第1ペアリフト・第1クワッドリフトを新設した[10]。第1クワッドリフトは第1シングルリフトの架かっていた地点より北側に架けられた。このころ国道向かいの八箇高原(はっかこうげん)スキー場と一体の運営を開始し、八箇ゲレンデと呼んでいた[注 4]。
- 1989年(平成元年) - 1989-1990シーズンから、第5・第3シングルリフトに替えて第3ペアリフトを新設した[10]。
- 1980年代末頃までは、第1シングルリフト(1987-1988シーズンから第1ペアリフト・第1クワッドリフト)でまず中腹に登ってそこで主に滑るレイアウトのスキー場だった。中腹から下は迂回コースのみ、山頂部からは(現在のイーグルコースとその先に)MSコースと呼ばれる尾根コースがあった[12][13]。その後1990年代末頃までにはほぼ現在(2018年時点)と同じようなリフト・コースレイアウトになっている[注 5]。
- 2006年(平成18年) - 2005-2006シーズン限りで八箇ゲレンデは廃止となった[注 6]。八箇ゲレンデはペアリフト1基(712m)・コース3本、ベースには上越スター高原ホテルアネックスがあった。
- 2008年(平成20年) - 3月、ミナミ観光株式会社が本スキー場・ホテルを不動産販売・建築業のオーハシアーキテクトに譲渡[15]。
- 2009年(平成21年) - 2009-2010シーズンから、六日町スキーリゾートに改称。
- 2011年(平成23年) - 7月、オーハシアーキテクトが破産手続き開始決定を受け倒産[16]。7月末には豪雨災害があり、本スキー場も被害を受ける。9月以降営業を休止していたが、10月、ホスピタリティパートナーズグループが本スキー場・ホテルの事業を継承することが決定した[17][18]。2011-2012シーズンは第1クワッドリフト・第6ペアリフトの運転を休止した。
- 2012年(平成24年) - 2012-2013シーズンから第1クワッドリフトの運転を再開するが、第6ペアリフトは休止状態が続く。
- 2013年(平成25年) - 2013-2014シーズンから圧雪したハイクアップゾーンを設け山頂部をオフピステフィールドとしてハイクアップで滑走可能とする。
- 2016年(平成28年) - 2016-2017シーズンから、ムイカスノーリゾートに改称[19]。集客数は2011-2012シーズンの2万7000人から、2015-2016シーズンは6万人と大きく伸びたとしている[20]。
- 2018年(平成30年) - 2018-2019シーズンから、「管理区域外申請山岳コース」を設定[21][注 7]。管理区域外のオフピステでありパトロールは無く自己責任での滑走となること・デポジット千円を支払い腕章をつけること(腕章返却で返金)・腕章の返却がない場合遭難と判断され捜索救助費用が発生することなどを了解し署名の上での滑走としている。例年「管理区域外申請山岳コース」は積雪の状況を見てオープンとしている。